# Mainichi shinbun
 (janvier 2010).
Si vous disposez d'ouvrages ou d'articles de référence ou si vous connaissez des sites web de qualité traitant du thème abordé ici, merci de compléter l'article en donnant les références utiles à sa vérifiabilité et en les liant à la section « Notes et références ».
Le Mainichi shinbun (毎日新聞, litt. « journal quotidien ») est l'un des journaux japonais à haut tirage. Il est publié par The Mainichi Newspapers Co., Ltd. (株式会社毎日新聞社, Kabushiki-gaisha Mainichi shinbunsha). Le PDG et directeur de publication est Yutaka Asahina (ja) (朝比奈豊), il remplace en 2008 Masato Kitamura (ja).

## Histoire
L'histoire du journal remonte à la fondation de deux journaux indépendants pendant l'ère Meiji. Le premier, le Tokyo nichi nichi shinbun est fondé le 29 mars 1872. L’Ōsaka mainichi shinbun est fondé quatre ans plus tard, le 20 février 1876, sous le nom de Osaka Nippo (大阪日報 ()). En 1888, il change de titre et devient le Ōsaka mainichi shinbun.
Les deux journaux fusionnèrent sous la même entité de production en 1911, mais les deux titres continuèrent chacun de leurs côtés, et ceci jusqu'en 1943 : les deux titres n'en formèrent alors plus qu'un, le Mainichi shinbun. 
Dans les années 1930, le Tokyo nichi nichi shinbun adopte une attitude militariste, soutenant l'invasion de la Chine par l’armée japonaise. Les deux journaux annoncent en même temps sur leurs unes le « Concours de décapitation de 100 personnes » en 1937, opposant deux officiers japonais.
En 1966, le bureau de Tokyo déménagea de Yūrakuchō à Takebashi et, en 1992, le bureau d'Osaka déménagea de Dojima à Nishi-Umeda.

## Aujourd'hui

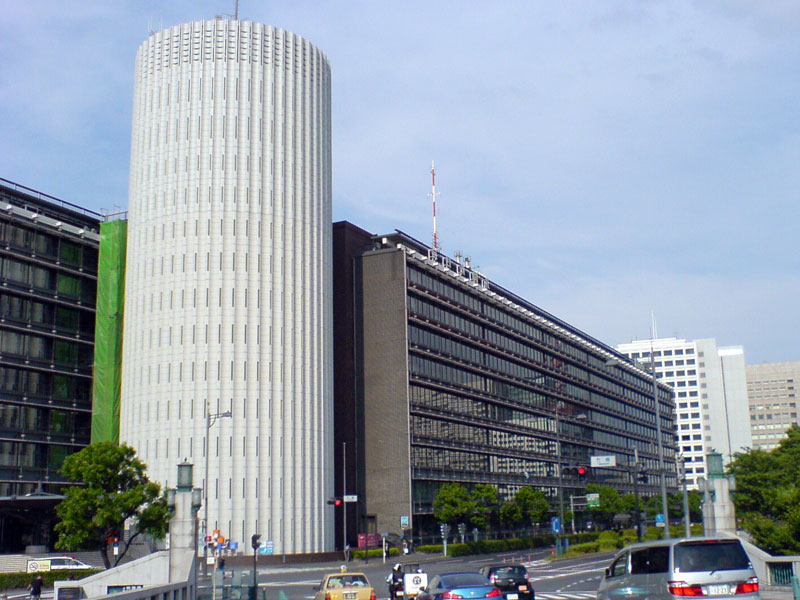
Le bureau du journal à Tokyo.

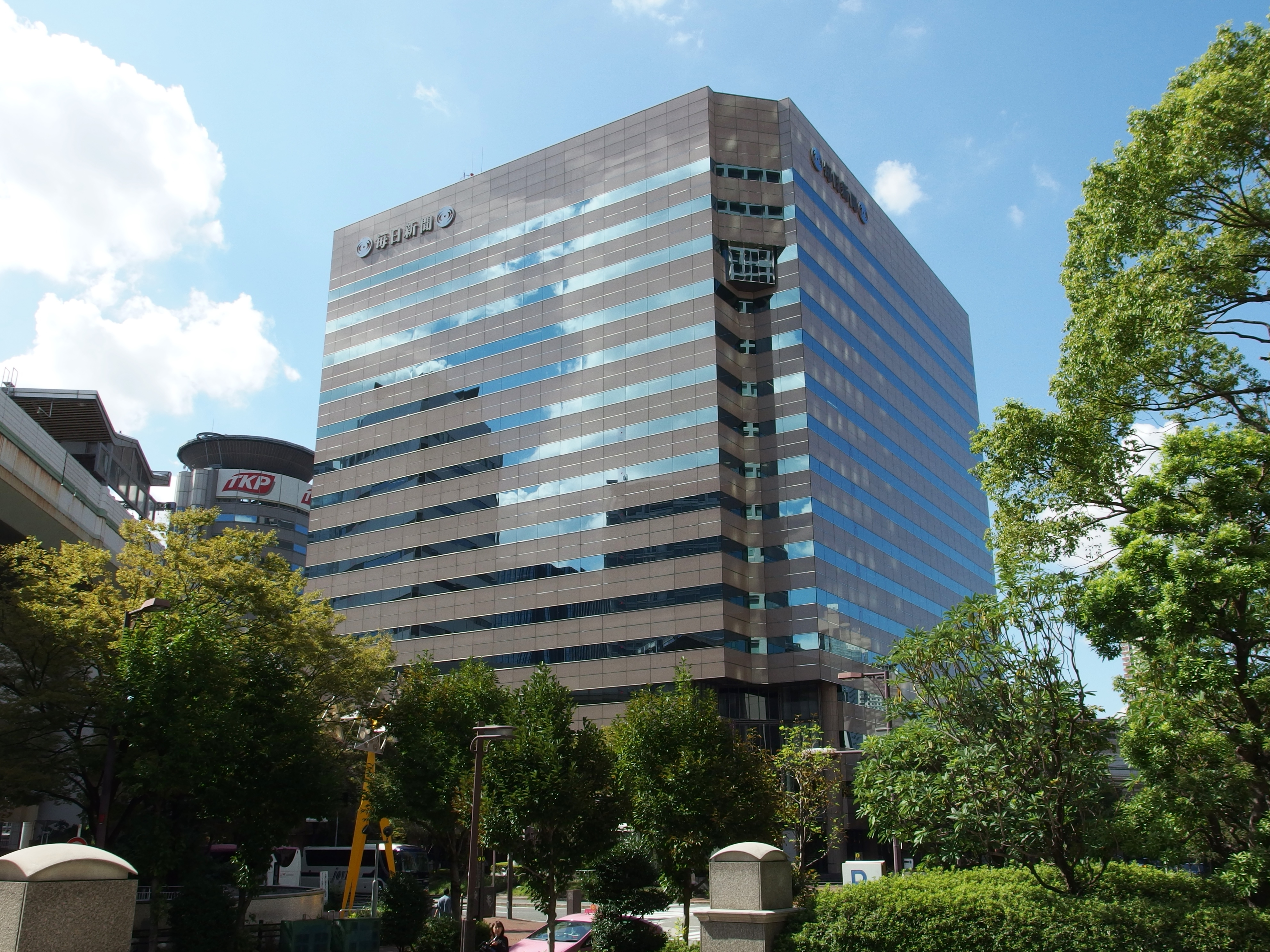
Le bureau d'Osaka.

Le journal a 1 900 employés qui travaillent dans 364 bureaux au Japon ainsi que dans 24 à l'étranger. Il est l'un des trois grands journaux du Japon et a 79 entreprises associées, dont le Tokyo Broadcasting System, le Mainichi Broadcasting System et le journal Sports Nippon.
Deux anciens PDG du journal sont devenus Premiers ministres du Japon, et le Mainichi est le seul journal japonais à avoir gagné un prix Pulitzer. L'Association des journaux du Japon, composé de 180 organisations d'actualité, a donné son Grand Prix au journal à 21 reprises, faisant du Mainichi le gagnant le plus récompensé de ce prestigieux prix depuis sa création en 1957.
En plus des éditions du matin et du soir du Mainichi shinbun, l'entreprise a une version en ligne en anglais appelée The Mainichi Daily News, qui était à une époque imprimée. Elle imprime aussi une revue hebdomadaire bilingue anglais-japonais, le Mainichi Weekly, ainsi que plusieurs livres de poche, des livres reliés et des magazines, dont un hebdomadaire, le Sunday Mainichi (ja) (litt. Mainichi du dimanche).
Comme beaucoup d'autres entreprises de presse japonaises, le Mainichi anime beaucoup d'évènements culturels, dont des expositions d'art et des matchs de sport. Les plus connus sont le tournoi de baseball du lycée Senbatsu, qui prend place chaque printemps au stade Kōshien, ainsi que le tournoi amateur de baseball tous les étés au Tokyo Dome (autrefois au stade Korakuen).

## Prix du film Mainichi
Le prix du film Mainichi est un ensemble de récompenses décernées par le journal depuis 1946 à des productions audiovisuelles.

## Bureaux
- Bureau principal de Tokyo (東京本社, Tōkyō honsha?)
  - 1-1-1, Hitotsubashi, Chiyoda-ku, Tokyo
- Bureau d'Osaka (大阪本社, Ōsaka honsha?)
  - 3-4-5, Umeda, Kita-ku, Ōsaka
- Bureau de Seibu (西部本社, Seibu honsha?)
  - 13-1, Konya-machi, Kokura Kita-ku, Kitakyūshū
- Bureau de Chubu (中部本社, Chūbu honsha?)
  - Midland Square, 4-7-1, Meieki, Nakamura-ku, Nagoya

## Tirages
[Passage à actualiser]
En 2009 : 
- le tirage du matin se vend à 3 945 646 exemplaires et coûte 130 ¥ ;
- le tirage du soir se vend à 1 610 293 exemplaires et coûte 50 ¥ ;
- un abonnement au journal (éditions du matin et du soir) coûte 3 925 ¥ par mois.